# Christoph Spengel
Christoph Spengel (* 9. Februar 1964 in Heidelberg) ist ein deutscher Finanzwirtschaftler.

## Leben
Nach seinem Abitur 1983 am Helmholtz-Gymnasium in Heidelberg leistete Spengel den Grundwehrdienst und begann 1984 an der Universität Mannheim ein Studium der Betriebswirtschaftslehre, das er 1990 als Diplom-Kaufmann abschloss. Seine Diplomarbeit wurde mit dem Preis der Prechel-Stiftung ausgezeichnet.
Anschließend war er als Wissenschaftlicher Mitarbeiter tätig, zunächst am Lehrstuhl von Otto H. Jacobs, ab 1991 am Zentrum für Europäische Wirtschaftsforschung. 1995 wurde Spengel zum Dr. rer. pol. promoviert. Seine Dissertation wurde ausgezeichnet von der SCHITAG-Stiftung sowie vom Fachinstitut der Steuerberater.
1996 wurde Spengel zum Hochschulassistent ernannt, 2002 habilitierte er sich. Anschließend war er ein halbes Jahr für Ernst & Young tätig; gleichzeitig vertrat er die Professur für internationale Betriebswirtschaftliche Steuerlehre an der Universität Hamburg. 2003 folgte er dem Ruf auf die Professur für Steuerlehre an der Justus-Liebig-Universität Gießen. 2006 kehrte er zurück an die Universität Mannheim, wo er seitdem den Lehrstuhl für Betriebswirtschaftliche Steuerlehre innehat.

## Forschung und Wirken
Seine Forschungsschwerpunkte sind (inter-)nationale Unternehmensbesteuerung, Steuerplanung, Steuerwettbewerb und Harmonisierung in der Europäischen Union sowie steuerliche Innovationsförderung. 2016 belegte Spengel den elften Platz im FAZ-Ranking von Deutschlands 100 einflussreichsten Ökonomen innerhalb der Rubrik Politik.
Er wurde 2003 in den wissenschaftlichen Beirat beim Bundesministerium der Finanzen berufen.
Spengel war Sachverständiger und Gutachter im Cum/Ex-Untersuchungsausschuss (2016) des Deutschen Bundestags und wird oft in der medialen Berichterstattung zu dem Thema zu Rate gezogen. Er bezeichnet dies als den "größte Steuerraub in der Geschichte Europas". Den Steuerschaden durch Cum/Ex- und Cum/Cum-Geschäfte in Deutschland schätzt sein Forschungsteam auf einen zweistelligen Milliardenbetrag. Er war auch für auch für das Europäische Parlament als Sachverständigen bei Sitzungen geladen.
Er hat 2019 den Bremer Steuer-Schlüssel verliehen bekommen. Seit 2019 ist er in den wissenschaftlichen Beirat des Bunds Deutscher Kriminalbeamter berufen worden.